# Mk IV Churchill
De Churchill is een tank die door het Verenigd Koninkrijk werd ingezet tijdens de Tweede Wereldoorlog, onder meer in Noord-Afrika in de strijd tegen het Afrikakorps van Erwin Rommel.

## Ontwikkeling
In de jaren dertig geloofde het Britse leger vast in de doctrine dat ieder modern leger baat had bij een arbeidsverdeling tussen twee soorten tanks: cavalerietanks voor de verkenning, het exploiteren van doorbraken en het achtervolgen van een verslagen vijand; en infanterietanks voor het ondersteunen van de infanterie bij het doorbreken van zwaar versterkte stellingen.
Binnen die twee groepen zou een verdere onderverdeling nuttig zijn. Zo waren licht bewapende infanterietanks nodig voor de directe ondersteuning - daarvoor had men al de A11 Matilda I ontworpen; middelzware tanks om vijandelijke tanks te bestrijden - de rol van de A12 Matilda II; maar ook zeer gespecialiseerde tanks om tankgrachten en fortificaties te overwinnen. En bij het uitbreken van de Tweede Wereldoorlog had men geen enkel ontwerp dat die rol kon vervullen, terwijl de Fransen al bezig waren aan hun tweede generatie zware doorbraaktanks om de Duitse Siegfriedlinie te bedwingen.
In september van 1939 kwam de Superintendent of Tank Design daarom met de opdracht aan Harland & Wolff Ltd tot de ontwikkeling van een Heavy Infantry Tank met het ontwerpnummer A 20. Volgens de eerste specificaties moest de tank als twee druppels water lijken op de oude zware tanks uit de Eerste Wereldoorlog, zoals de Mark IV, inclusief hoog teruglopende rupsbanden en barbettes (geschutkamers) aan de zijkanten, bewapend met een tweeponder (40 mm) kanon.
De ontwerptekeningen kwamen klaar tijdens de Evacuatie uit Duinkerken. De omstandigheden waren dus enorm veranderd: aan een aanval op de Siegfriedlinie hoefde men voorlopig niet te denken. Dit leidde echter niet tot een rustige herbezinning op de toekomst van het Britse tankontwerp. Het hele land was in paniek. Men moest, zo meende men althans, een enorme productieachterstand ten opzichte van de Duitsers goedmaken. Ieder ontwerp was acceptabel, als het maar snel geproduceerd kon worden.
H. E. Merrit, directeur van Tank Design, bekeek het A 20 project daarom eens nauwkeurig en veranderde het in de A 22: een tank zonder barbettes, met een koepel met tweeponder en met een 76,2 mm houwitser in de neus - eigenlijk meer een veredeld gemechaniseerd geschut langs de lijnen van de Franse Char B1 bis. Hij gaf aan Vauxhall Motors Ltd de opdracht de tank binnen een jaar in productie te nemen. En inderdaad, in juni 1941 werden de eerste 14 tanks afgeleverd. Weliswaar was de Churchill - zoals de tank om propagandaredenen genoemd werd - in dit stadium zo onbetrouwbaar dat het onwaarschijnlijk was dat na een oefendag ook maar een enkel voertuig op eigen kracht in de kazerne kon terugkeren, maar doordat een Duitse invasie uitbleef was er alle tijd de betrouwbaarheid te verbeteren en vele nieuwe versies te ontwikkelen.

## Versies

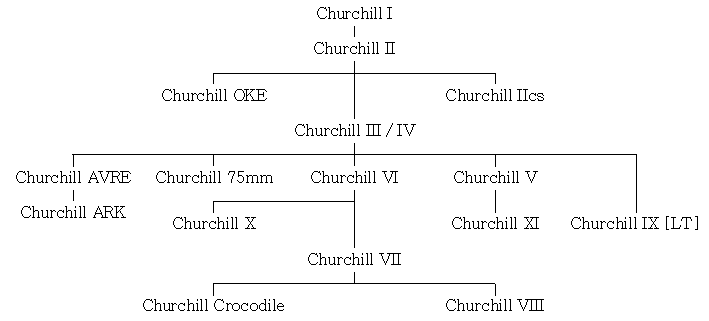
Overzicht versies Churchill tank

De Churchill kwam in verschillende versies:

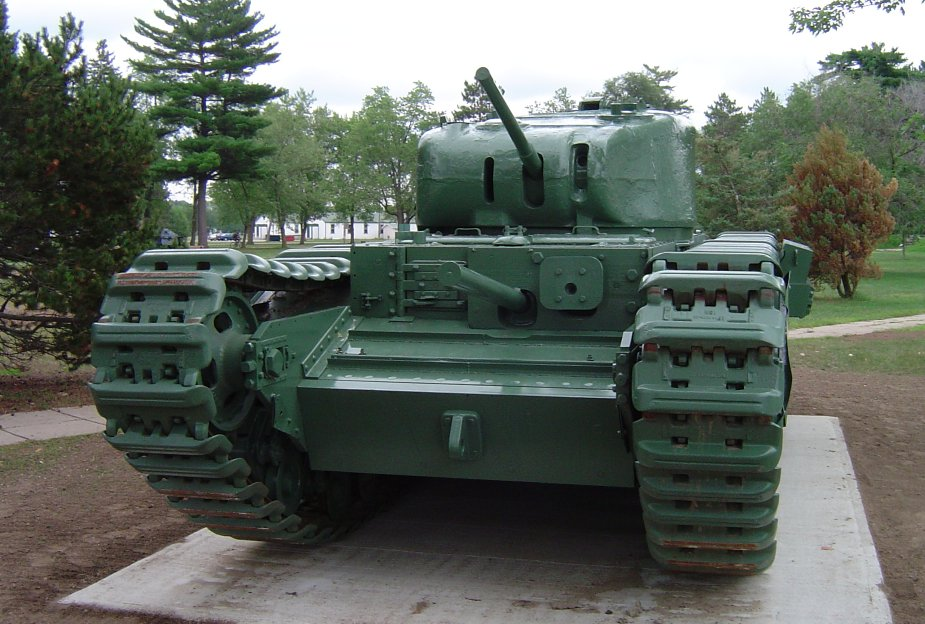
Churchill Mk I

- Mark I: het oorspronkelijke ontwerp met een gegoten koepel; maximumpantsering 102 mm; 34,65 ton; 350 pk motor; maximumsnelheid 25 km/h. De eerste 303 exemplaren hadden een 76,2 mm houwitser in de romp, de latere slechts een Besa 7,92 mm machinegeweer. Na de oorlog werd deze latere versie ook wel de Mark Ia genoemd.[bron?]
- Mark II: een versie met de tweeponder in de romp en juist de houwitser in de koepel. Hiervan is slechts een handvol exemplaren gebouwd; het precieze aantal is niet meer bekend. Volgens sommige bronnen werd de versie met alleen een machinegeweer in de romp de Mark II genoemd; dit is echter onjuist.[bron?]

Van de Mark I en II zijn er samen 1424 gebouwd, 690 in 1941, 734 in 1942.
Hiervan zijn er 658 later voorzien van een 57 mm kanon: 153 in 1942, 505 in 1943.

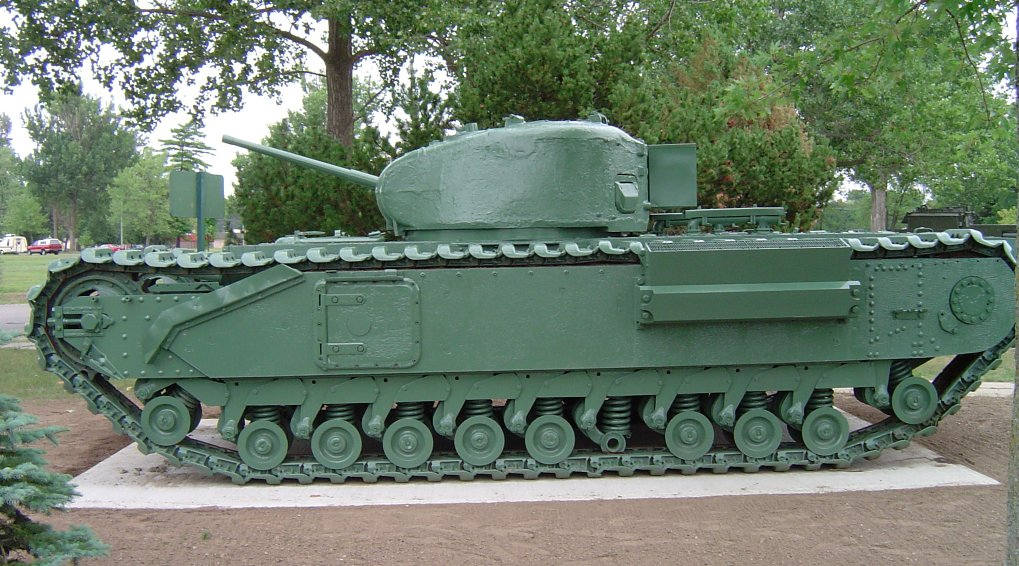
Churchill Mk I

- Mark III: uitgerust met een zesponder (57 mm) kanon in een gelaste koepel. 675 gebouwd.
- Mark IV: idem in een gegoten koepel; 35,1 ton zwaar. 1622 gebouwd.

Van de Mark III en IV zijn er samen dus 2297 gebouwd: 966 in 1942, 1258 in 1943, 73 in 1944. Hiervan zijn er 1785 later voorzien van een 75 mm kanon: 1339 in 1944, 446 in 1945.
- NA 75: een Mark IV waarbij de oorspronkelijke kanonmantel verwijderd was en vervangen door die van de M4 Sherman, inclusief diens 75 mm kanon. Zo een 200 exemplaren (sommige bronnen geven een aantal van 120) zijn aldus in 1944 omgebouwd in Italië.
- Mark V: tank voor directe vuurondersteuning, voorzien van een 95 mm houwitser. 241 gebouwd. Een exemplaar is te zien in de collectie van Oorlogsmuseum Overloon.
- Mark VI: versie met Brits 75 mm kanon. 242 gebouwd.

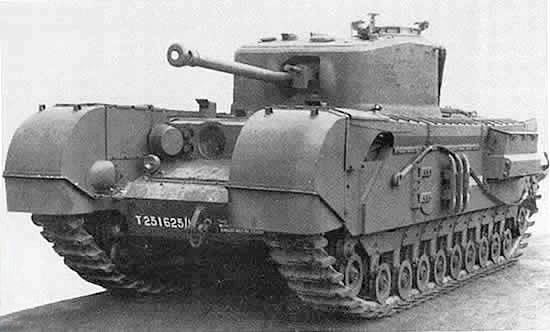
Een Churchill VII

- Mark VII: frontpantser verhoogd naar 152 mm; het gewicht steeg naar 40 ton; de snelheid zakte naar 20 km/h. De koepel was een geheel nieuw ontwerp. 1104 gebouwd.
- Mark VIII: Mark VII met 95 mm houwitser. 171 gebouwd.

Van de Churchills met een 75 mm kanon zijn er dus 1346 gebouwd: 6 in 1943, 809 in 1944, 531 in 1945. Van de versies met 95 mm houwitser zijn er 412 gebouwd: 61 in 1943, 180 in 1944, 171 in 1945. Van al deze zijn er 1275 nieuw (dus als Mark VII of VIII) gebouwd met 152 mm pantser: 6 in 1943, 567 in 1944 en 702 (de totale productie van dat jaar) in 1945.
- Mark IX: Mark III of IV met het pantser op Mark VII-standaard gebracht en/of voorzien van 75 mm kanon.
- Mark X: Mark VI met Mark VII-koepel.
- Mark XI: Mark V met een Mark VIII-koepel.

De totale productie was dus 5479 gevechtstanks: 690 in 1941, 1700 in 1942, 1325 in 1943, 1062 in 1944 en 702 in 1945. Hiermee is de Churchill de op een na (de Valentine) meest geproduceerde Britse tank uit de geschiedenis. Het totale aantal chassis was 5640.
Verwarrend hierbij is dat de Churchill zelf ook wel de Infantry Tank Mark IV werd genoemd, ter onderscheiding van de Mark I (Matilda I), Mark II (Matilda II) en Mark III (Valentine).

## Beschrijving
Toen het besluit werd genomen de A22 in productie te nemen, dreigde er een onmiddellijke invasie: niet bepaald een omstandigheid die gunstig is voor het nemen van weloverwogen beslissingen. De zomer van 1940 werd dan ook een keerpunt in de Britse tankontwikkeling tijdens de Tweede Wereldoorlog. Van dat moment af ging alles fout. De Churchill vormde hierop geen uitzondering. Het ontwerp was veel te ouderwets, geoptimaliseerd voor een taak die al achterhaald was. De elf kleine loopwieltjes maakten de tank inherent traag en onderhoudsgevoelig met een tekortschietend rijbereik. Met een betere ophanging zou de 350 pk motor een maximumsnelheid van zo'n 40 km/h opgeleverd hebben. De smalle romp (met een lengte-breedteverhouding van 7.442 bij 2.743 mm) zou nuttig geweest zijn voor het overschrijden van loopgraven, maar verhinderde nu het aanbrengen van een voldoende krachtig wapen. De tank was dus al in 1942 verouderd: hij kon vijandelijke tanks niet de baas en de eerste kanonnen hadden zelfs een onvoldoende kaliber voor zijn oorspronkelijke taak: het ondersteunen van de infanterie. In 1942 zou het lang duren voordat de Duitse inlichtingendiensten accepteerden dat het hele project niet een of andere misleidingsmanoeuvre was - het leek immers uitgesloten dat het een serieus ontwerp zou zijn. Toch was de Churchill in 1943 de meest geproduceerde Britse tank. De pijnlijke reden hiervoor was dat de Britse cavalerietanks zo mogelijk nog onbetrouwbaarder waren, even slecht bewapend en het enige goede punt van de Churchill misten: zijn zware bepantsering. Doordat de tank zo smal was en ook vrij laag (3251 mm) kon vooraan veel van het gewicht op een kleine oppervlakte geconcentreerd worden. De tank was in zijn zware versie anderhalf keer beter beschermd dan de Tiger I en kon het 88 mm kanon van de laatste in theorie weerstaan - althans aan de voorkant: de zijkanten hadden een bepantsering van 76 mm, de achterkant van 50 mm. In de praktijk zou een Churchill het alleen in uiterste noodzaak tegen de Duitse zware tank opnemen, maar hij was zeer geschikt voor de veel vaker voorkomende situatie dat ingegraven antitankkanonnen vernietigd moesten worden. Tegen het eind van de oorlog daalde de Britse tankproductie; men ging steeds meer over op het inzetten van de Amerikaanse M4 Sherman.

## Operationele geschiedenis
De Churchills werden ingedeeld bij vijf zelfstandige zware tankbrigades, vrij grote eenheden, met drie regimenten, die meestal afzonderlijk ter ondersteuning aan fronteenheden werden toegewezen.

### Dieppe
Het 147e Regiment deed op 19 augustus 1942 mee aan Operation Jubilee, de landing bij Dieppe die vooral daarom mislukte doordat de 37 tanks die echt landden niet in staat waren het strand te verlaten: sommige liepen al vast in het grind van de strandwal, en betonnen blokkades verhinderden het oprukken van de rest. Slechts één bemanningslid lukte het naar Engeland terug te keren.

### El Alamein
Aan de Eerste Slag bij El Alamein deed een beproevingseenheid mee van zes Mark III's onder leiding van majoor Norris King. Deze Kingforce vocht op 27 oktober en 3 november 1942. De tanks werden 106 keer geraakt - ook door eigen geschut - en er vielen er drie uit, terwijl ze vijf vijandelijke voertuigen claimden. Een dergelijk overlevingsvermogen was uitzonderlijk en men besloot dus twee brigades naar Afrika te sturen.

### Tunesië
De 25e en de 21e Tankbrigade vochten vanaf februari 1943 tegen Erwin Rommels Afrikakorps. Eén keer lukte ze het een aanvallende Tiger I tank uit te schakelen. De Churchills onderscheidden zich door hun goede klimvermogen; door hun lage zwaartepunt durfden de bemanningen steilere hellingen aan, terwijl de normale keerzijde hiervan, het zich sneller vastwerken in de bodem, door de harde rotsgrond niet optrad.

### Italië
Dezelfde brigades vochten van mei 1944 tot mei 1945 in Italië. Het waren deze tanks die tot de NA 75 versie werden omgebouwd, om een krachtiger brisantgranaat te kunnen afvuren.

### Normandië
De 31e en 34e Tankbrigade en de 6e Guards vochten vanaf juni 1944 in Frankrijk, België, Nederland en Duitsland.

### Sovjet-Unie
Het Verenigd Koninkrijk verscheepte vanaf mei 1942 tot de zomer van 1943 301 Churchills naar de Sovjet-Unie: 45 Mark II's (waarvan 19 op de reis verloren gingen); 151 Mark III's (24 op tot zinken gebrachte schepen) en 105 Mark IV's. De Sovjets bouwden ze ten dele om met eigen kanonnen en rustten er een zware brigade mee uit die nog meedeed aan de Slag om Koersk.

## Varianten

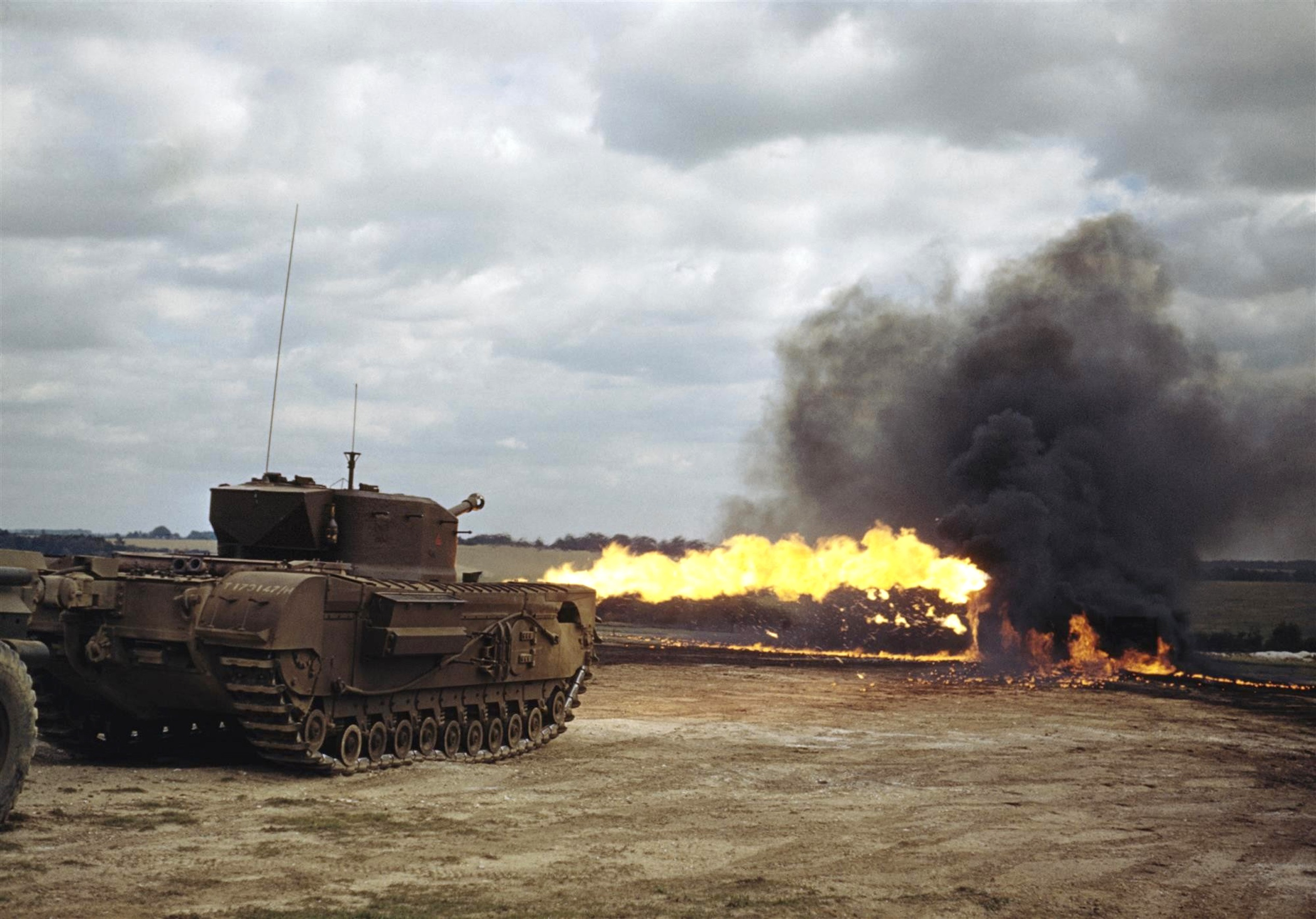
Churchill Crocodile

Omdat er veel meer Churchills geproduceerd waren dan de tankbrigades nodig hadden, werden de surplus voertuigen gebruikt voor een groot aantal conversies tot allerlei ondersteunende voertuigen. Vele daarvan werden gebruikt in Hobarts 79e Pantserdivisie die speciaal was gevormd om de Landing in Normandië te ondersteunen (zie Hobart's Funnies).
De genietank AVRE met 290 mm petarde was in aantal de belangrijkste met 645 stuks, 593 in 1944, 52 in 1945. Daarnaast waren er 66 bruggenleggers gebouwd, 44 in 1944, 22 in 1945. Ook was er de Arc die zelf een tankbrug vormde en een bergingstank (ARV). Een gedeelte daarvan werd geproduceerd op chassis die speciaal voor dit doel werden gebouwd.
Hiernaast waren er speciale vlammenwerpereskadrons die werden uitgerust met de omgebouwde Churchill Crocodile, een gevreesd wapen dat in Nederland veel werd ingezet. Een eskadron van dit type deed mee aan de Koreaanse Oorlog, de laatste inzet van de Churchill, die in de loop van de jaren vijftig in het moederland werd uitgefaseerd.
Eind 1941 werden 24 Churchills tijdelijk omgebouwd tot de Three Inch Gun Carrier, een mislukt experiment om het Duitse succes met het 88 mm luchtafweerkanon te imiteren door een Brits 76,2 mm luchtafweerkanon op een tankchassis te plaatsen. De romp van de Churchill was hiervoor echter veel te smal, zodat het hele voertuig gedraaid moest worden om het kanon te richten.
Uit de Churchill werd de A43 Black Prince ontwikkeld, een soort verbrede Churchill met 17-ponder kanon.